# نرغسلة (مقاطعة ديواندرة)
نرغسلة (بالفارسية: نرگسله) هي قرية تقع في قسم تشهل تششمه الريفي (مقاطعة ديواندرة) في إيران. يقدر عدد سكانها بـ 10 نسمة بحسب إحصاء 2016.